# Андросович Юрій Васильович
Ю́рій Васи́льович Андро́сович — лейтенант Збройних сил України.
В мирний час проживає у Павлоградському районі.

## Нагороди
За особистий внесок у зміцнення обороноздатності Української держави, мужність, самовідданість і високий професіоналізм, виявлені під час виконання військового обов'язку, та з нагоди Дня Збройних Сил України нагороджений орденом Богдана Хмельницького III ступеня (2.12.2016).